# Баудолино
Баудолино е роман на Умберто Еко от 2000 година за приключенията на италиански младеж на име Баудолино в християнския свят през XII век.
Анотацията на книгата разказва, че някъде в Южен Пиемонт, където по-късно се издига родният му град Алесандрия, израства Баудолино — селянче с богата фантазия и лъжлив език. Той впечатлява императора на Свещената Римска Империя Фридрих I Барбароса дотам, че последният го осиновява и го оставя да разказва своите измислици, които по чудо по-късно се превръщат в история. Баудолино изфабрикува писмо от Презвитер Йоан от легендарно източно християнско царство, дал храна за въображението и пътуванията на много западни пътешественици. Така и Барбароса, подбуден от измислиците на Баудолино, се включва в Третия кръстоносен поход.
Въпреки че самият Баудолино е историческа личност със съмнителна достоверност и плод предимно на художествена измислица, произведението на Умберто Еко разглежда други автентични исторически персонажи. Освен Фридрих I в повествованието намират място Никита Хониат, Кьолнския Архипоет, Хасан ибн Сабах, Беда Достопочтени, Кийо Провансалеца и Робер де Борон. С тях Еко представя прототипни класически истории от средновековната литература и легенда, като Кармина Бурана, Парсифал, Свещения Граал, историята за асасините.

## Други факти
Името Баудолино има келтски произход. Свети Баудолино (712 – 744) е възприет за покровител от град Алесандрия с ежегоден празник на 10 ноември.
Първото издание на книгата е на италиански и е от 2000 г., а на български от 2003 г.

## Исторически лица в романа
- Фридрих I Барбароса
- Беатрис Бургундска
- Фридрих V (Швабия)
- Хайнрих VI (Свещена Римска империя)
- Александър III (папа)
- Никита Хониат
- Ото Фрайзингски
- Робер дьо Борон
- Андроник I Комнин
- Исаак II Ангел
- Алексий II Комнин
- Мануил I Комнин
- Райналд фон Дасел
- Хасан ибн Сабах
- Архипиита Кьолнски
- Беда Достопочтени
- Енрико Дандоло

## Средновековни легенди и артефакти, чийто произход се описва в романа
- Царството на презвитер Йоан и неговото писмо до Фридрих Барбароса
- Свещен Граал
- Торинска плащаница

- Илюстрации от Нюрнбергската хроника на описваните от Плиний Стари свърхестествени хуманоиди от Изтока, като за тях разказва и Баудолино
- Исхиапод
- Сатир
- Блегм
- Паноций